# Ormosia lackschewitzi
Ormosia lackschewitzi är en tvåvingeart som beskrevs av Bangerter 1947. Ormosia lackschewitzi ingår i släktet Ormosia och familjen småharkrankar. Inga underarter finns listade i Catalogue of Life.